# Ancara anaemica
Ancara anaemica là một loài bướm đêm trong họ Noctuidae.